# Skiringssal

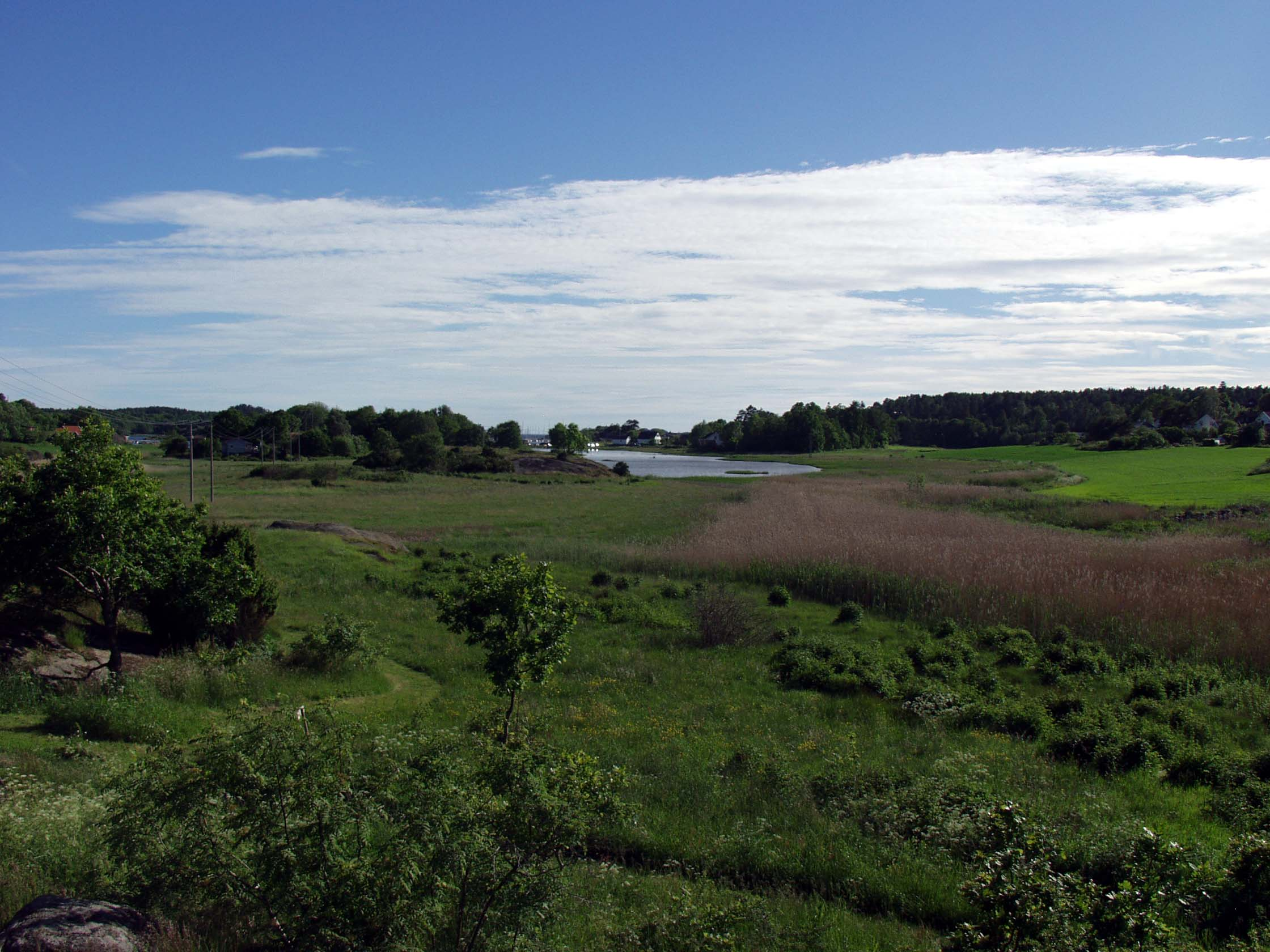
Kaupang

Skiringssal är den äldsta daterade forntida staden i Norge. Den var belägen i Vestfold fylke vid Yttre Oslofjorden i Skagerrak. Staden kallades också Kaupang, som på norska betyder köpstad. Det finns även andra norska forntida städer som har kallats Kaupang, men vanligen avses just Skiringssal.

## Historia

### Läge
Kaupang låg vid Viksfjorden fem km utanför Larviks centrum. Skiringssal kan  kallas Norges vikingatida huvudort. Den är höjdpunkten i det forntida norska handelsnätverket med främmande länder och den första stadsbildningen i Norge. Staden  från vikingatid låg i Vestfolds södra del inte långt från Gokstad, där man på 1800-talet fann Gokstadsskeppet i en storhög.  
Skiringssal blev betydelsefull som handelsplats under slutet av 700-talet, och är ungefär samtidig med Birka vid Mälaren  och Hedeby i nuvarande Schleswig. Handeln ökade kraftigt i norra Europa. Under  800-talet var platsen vid Viksfjorden Norges viktigaste hamn för export och import. Efter hundra år minskade handelsplatsens betydelse. På 900-talet begravdes de sista personer vid Kaupang. Kaupang övergavs i slutet av vikingatiden då den grunda viken som ledde in till hamnen grundats upp så mycket att den inte längre var seglingsbar.

### Forskningshistoria
På 1830-talet insåg forskare att det fanns en möjlig koppling mellan den av Ottar beskrivna handelsplatsen Skiringssal (Sciringes läke), och gårdsnamnet Kaupang i Tjølling. Historikern P. A. Munch hittade vid ett besök 1850  ett antal gravhögar och några fynd av utländskt ursprung på platsen. Detta skriver han om i Om den gamle vestfoldske Sjøhandelsplads i Skiringssal og de vestfoldske Konger af Ynglingeætten.
Nicolay Nicolaysen och professor Gabriel Gustavson var bland de första arkeologerna som letade konkreta bevis för stadens existens. De är mest kända för undersökningarna av Gokstadsskeppet och Osebergsskeppet. 1867 undersökte Nicoalysen 80 gravhögar vid norra Kaupang och Bjønnes. 1902-03 fann Gustavson informativa gravar på Lamøya. 1950 avgjordes frågan då Astri Jahnsen och andra  lämnade in insamlade lösfynd. Arbetet leddes av Charlotte Blindheim, som hittade en rik omarkerad gravplats på Bikjeholberget. 1959 anträffades staden och hamnområdet. En lite del undersöktes och tömdes på fornfynd under följande tio år.

### En sjöfarare berättar
Kunskapen om  Skiringssal kommer från den nordnorska sjöfararen och köpmannen Ottar, som berättade om nordmännens land för kung Alfred den stores omkring  880-talet. Alfred införlivade berättelsen i Orosius historia, vilket bevarade detta  äldsta bidrag till norsk historia. Sciringesheal hette staden på fornengelska. Ett utdrag översatt av Ottars berättelse: Ottar berättade för oss att distriktet han bodde i hette Hålogaland. Ingen, sa han, bodde längre norrut än han. Men i södra änden av landet finns en sjöhandelsplats (hamn), som folk kallar Skiringssal... Söder om Skiringssal skär ett stort hav inåt landet, bredare än någon människa kan se över ... Och han berättade att han från Skiringssal seglade på fem dagar till handelsstaden Hedeby.

### Vestfolds kungar och stadens bebyggelse
Forskarna menar att kaupangen växte under någons kontroll. Hedeby och Birka hade kungsgårdarna i sin närhet och Skiringssal har troligen haft detsamma. Historiker och ortnamnsforskare tänker på gården Huseby beläget mellan handelsplatsen och en  kultplats  vid Tjøllingvollen-Lunde. 
Bebyggelsen är enligt arkeologer en tät stadsmiljö: Sex små hus i något oordnad rad parallellt med stranden. Husen har gavlarna mot varandra och vetter långsidorna mot havet. Gator med grus och sten för till stranden där två stenbryggor är byggda. Gårdarna har flera brunnar trots att de har små tomter. Bås och verkstäder verkar vara innehållet i fem hus. Ett är bostadshus som mäter 12x8 meter och har kraftiga väggkonstruktioner. Mitt på golvet finns en härdgrop med en öppning i taket, där ljuset lyser in och röken kan komma ut. Längs en lång vägg sträcker sig en bänk uppdelad i flera bås, kortväggen har en vävstol. Bohag berättar att hemmet är välbärgat med utsmyckad kanna av keramik, dryckesmuggar,  en figur av bärnsten som föreställer en kvinna, pärlor och silvermynt, alla importerade. Denna rekonstruerade bild av staden grundas arkeologiskt på några stenlager med gruslager, fyra stenklädda gropar  och stolphål.

### Det arkeologiska materialet
Det är mest det lösa fyndmaterial som berättar något om livet i staden. 1,5 hektar av handelsplatsen har grävts ut alltså en mindre del  av handelsplatsens förmodade omfattning. Tusentals fynd har registrerats, mestadels små och stora fragment. Utländsk keramik, glas, bly och ädelmetaller, och bärnsten medan täljsten, brynstenar, bergkristall, tackjärn, järn, järnslagg, trä, horn och ben kommer från Norge. Råämnen växlar med halvfabrikat, avfall och färdiga produkter.
Gravfynden kompletterar bilden av människorna i staden. Staden importerade värdefullt gods från Europa. I staden möttes norrmän från olika delar av landet. Ottar berättar att han själv sålde pälsar, fågelfjädrar, val- och valrosständer och rep gjorda av val- och sälskinn.  Kaupang var ett handelscentrum och en plats där gods lastades om för transporter åt olika håll. Platsen producerade också hantverk som till exempel kvinnligt hantverk med spinning och vävning var inriktat på avsalu. Järn blev till redskap och vapnen i smedjorna. Stenbrott  levererade täljsten i mängder till Kaupang. Täljstenen blev till grytor, köksredskap och småsaker och formar för metallföremål. I formarna göts metallföremål av skilda slag. Täljstensgrytor var en stor norsk produkt som spreds i Europa. Fynd av täljsten i Hedeby och Birka vittnar om denna export.
Utländska ädelmetaller gav arbete till guld- och silversmeder och bärnsten bearbetades till smycken och glaspärlor var en vanlig vara. Glaset importerade mest från Rhen-distriktet som hela glas eller krossat för omsmältning. Vin, olja, salt och honung importerades i stämplade enkla kär från Köln. Mängder av ben av boskap hittades på platsen.
Kaupang var beläget där en väst-östlig handelsväg från Östersjön till England korsade en nord-sydlig mellan kontinenten och Norge. Många norrmän från Västnorge tog vägen över Hardangervidda. En led gick från Eidfjord i Hardanger över Stora Nordmannslepa och sedan genom Numedal och Lågendalen. Kaupang hade vägar från de rikare jordbruksbygderna i östra Norge. För förbindelserna mot söder var den norra handelsvägen Nordweg, som blev namnet på landet.